# Dzihunia ilan
Dzihunia ilan és una espècie de peix de la família dels balitòrids i de l'ordre dels cipriniformes.

## Hàbitat
És un peix d'aigua dolça, demersal i de clima subtropical.

## Distribució geogràfica
Es troba a l'Àsia central: el riu Zarafxan (l'Uzbekistan).